# Бабе (музичка група)
Бабе су српска рок музичка група из Београда, основана 1992. године. Група је деловала до 1999. године, да би се поново окупила 2013. године. До сада су објавили три студијски албума : Слике из живота једног идиота, Лажне слике о љубави и Слике сна и јаве (Само за лудаке и бунтовнике). Неки од њихових највећих хитова су : Ко ме тер'о да те волим, Да те видим голу, Пиксла од кристала и Ноћ без сна.
Основана је као супергрупа, односно као самостални пројекат вокалисте и гитаристе Жике Миленковића, вокалисте и бубњара Горана Чавајде и гитаристе Зорана Илића Илкета.

## Историјат

### Оснивање и комерцијални успех (1992—1995)
Група је основана као самостални пројекат вокалисте и гитаристе Жике Миленковића (Бајага и Инструктори), вокалисте и бубњара Горана Чавајде (Електрични оргазам) и гитаристе Зорана Илића Илкета (Рибља Чорба). Сва тројица су већ тада били искусни рок музичари, који су одлучили да направе групу док су њихови бендови били на паузи. Иницијатор оснивања групе био је свирао Бојан Васић (бас гитара) који је претходно свирао са Илићем у групи Безобразно зелено. Духовити текстови Жике Миленковића и сценски наступ заснован на дугогодишњим искуством у аматерском позоришту Лево, убрзо је постао заштитни знак бенда.
Током снимања првог албума Слике из живота једног идиота Васић је напустио бенд и преселио се у Јужноафричку Републику, а заменио га је бивши члан бенда У шкрипцу, Дејан Шкопеља, који је постао је нови басиста. Слике из живота једног идиота објављен је 1993. године у продукцији бившег члана Електричног оргазма, Љубомира Јовановића "Јовеца".
За Бабе је дебитантски албум углавном одрадио Жика Миленковић. На албуму су радили и Маргита Стефановић (ЕКВ), Видоја Божиновић, Del Arno Band, Бранислав Петровић Банана, Миша Савић и Ненад Стаматовић. Након што је албум изашао Бабе су отишле на турнеју где су као предгрупа наступали са Рибљом Чорбом.
У јануару 1994. године бенд је наступио на фестивалу одржаном у београдском Сава центру и снимили песму Адио стрес, на којој је гостовала Маргита Стефановић (клавијатура) и Владимир Лешић (удараљке). Песма је објављен на компилацији Без струје, 1994. године, издата од стране МТС рекордса.
Наступ у Дому омладине Београда имали су 17. фебруара 1994. године, где су снимили обраду песме Лијепе жене пролазе кроз град од Азре, која се појавила на разним компилацијама, укључујући уживо компилацију Groovanje live vol. 1, објављену од стране издавачке куће Л.В.О рекордс на аудио касети, 1995. године.
Бенд је 30. априла 1994. године имао наступ на Рокенрол заувек спектаклу у Хали 1 Београдског сајма, како би прославио 30. година рок музике у Југославији. Током децембра исте године, бенд је издао ЕП 4 Бабе, на којем су се нашле песме Новогодишња песма, Лоша навика, Рећи ћемо хвала кад буде карневала и Дизел. Нумере Новогодишња песма и Лоша навика нашле су се на компилацији New Rock Power '93 - '94, коју је објавила издавачка кућа ИТММ.
На фестивалу МЕСАМ, 1994. године, појавили су се са песмом Лоша навика, а на истом фестивалу 1995. године са песмом Задња ноћ.
Бенд се појавио у филму Срђана Драгојевића, Два сата квалитетног ТВ програма из 1994. године, где су извели песму Дизел. Чавајда и Миленковић радили су музику за представу Зиги звездана прашина, коју је режирао Милорад Милинковић, а представа је изведена 8. јануара 1995. године у Битеф театру. Чланови бенда радили су на преводима песама Five Years и Rock 'n' Roll Suicide и изводили их.

### Чавајдина смрт и распад бенда (1995—1999)
Крајем 1995. године, бенд је издао други студијски албум под називом Лажне слике о љубави, који није доживео комерцијални успех као претходни, иако су песме Ко ме тер'о и Месница биле хитови и имале пристојну медијску покривеност. Остатак песама са албума није прошао запажено, укључујући и обраду Strangers in the night, верзију под називом Странац усранац. Чавајда је у то време напустио бенд, а заменио га је Владан Цветковић. Горан Чавајда преселио се у Тасманију, где је преминуо од последица ХИВ вируса, 16. фебруара 1997. године.
Почетком 1998. Бабе су објавиле компилацију П.С. Бабе која је састављена од материјала претходно објављеног на дебитантском албуму, као и од нових песама — Хоћу да будем председник Србије, Задња ноћ и Млади луди свет. У то време бенд је почео да припрема материјал за трећи студијски албум, а Жика Миленковић је инспирацију тражио у раду Момчила Бајагића Бајаге, Александра Жикића, Данка Ђурића и уличних графита за текстове песама. Албум Слике сна и јаве (Само за лудаке и бунтовнике) објављен је са новим члановима: Владан Недељков (гитара) и Благоје Недељковић (бубњеви). Песма Мексико је написана 1982. за време Миленковићевог рада са бендом Мачори. На албуму се налази шеснаест песама, које су снимане у периоду од маја до јула 1999. године у студију Академија у Београду, где је албум и миксован у августу исте године.
Након НАТО бомбардовања СР Југославије 1999. године, Миленковићев главни бенд Бајага и Инструктори објавио је албум Змај од Ноћаја. 2000. године, а Бабе су завршиле свој рад. Године 2000. песма Хоћу да будем П.С појавила се на компилацији Готов је!. Песма Ролна (пародија живота) појавила се на компилацијама Automania 2 - Pop Hidraulic и Копија оригинала.

### Обнављање групе (2013—данас)
Бабе су се поново окупиле 2013. године, на двадесету годишњицу изласка првог албума, а поставу су чинили Жика Миленковић, Дејан Шкопеља, Зоран Илић Илке и нови члан Горан Љубоја - Трут. Први наступ имали су на Long night 3 фестивалу, који је одржан у Дому омладине Београда, 30. марта 2013. године. Након тога наступали су у Крагујевцу на Арсенал Фесту и Београдском фестивалу пива, такође 2013. године.
У јулу 2014. године бенд је издао повратнички сингл под називом Дај му га Лола, који је првобитно написан 2001. године. Током пролећа 2015. године бенду се придружио гитариста Стефан Аћимовић. Бенд је издао сингл Примабалерина у пролеће 2017. године, а након тога придружила им се клавијатуристкиња Луна Шкопеља.
Први самостални концерт након више од 20 година, бенд је одржао 1. априла 2017. године у Миксер хаусу у Београду. Заједно са бендовима Вива Вопс и Sharks, Snakes & Planes, Бабе су наступале 17. маја 2019. године на отварању баште дискотеке Клуб студената технике. Група је наступила 9. августа 2019. године на Rock village фестивалу у Банатском Соколцу. У Комбанк дворани, Бабе су 11. октобра 2019. године одржале соло концерт. Четири промо песме „А она се скида”, „Бајла ме”, „Хистерична цура” и песму „Имао сам друга”, објавили су 14. октобра 2019. године.
Од лета 2022. групи се придружио бубњар Горан Савић Чаки (Кал, Сви на под, МВП, Аб Ре, Никола Врањковић...)
Дана 21. октобра 2022. године Бабе су одржале концерт у београдском клубу Запа база, а 9. децембра исте године у Дому културе у Новом Саду.

## Дискографија

### Студијски албуми
- Слике из живота једног идиота (1993)
- Лажне слике о љубави (1995)
- Слике сна и јаве (Само за лудаке и бунтовнике) (1999)

### Синглови и епови
- 4 Бабе песме (1994)
- Дај му га Лола (2014)
- Примабалерина (2017)

### Компилације
- П.С. Бабе (1998)

### Гостовање на албумима и компилацијама
- Лоша навика и Новогодишња песма (New Rock Power '93 - '94; 1994)
- Адио стрес (Без струје; 1994)
- Лепе жене (Грување уживо вол. 1; 1995)
- Ко ме тер'о (Рок нон стоп; 1997)
- Судар с' новим момком (New Rock Power Compilation; 2000)
- Хоћу да будем П. C. (Готов је!; 2000)
- Ролна (пародија живота) (Automania 2 - Pop Hidraulic; 2000)
- Ролна (Копија оригинала; 2002)
- Лепе жене (Грување деведесете уживо; 2009)
- Да те видим голу (Микс забава; 2009)